# Euphyia bichromata
Euphyia bichromata là một loài bướm đêm trong họ Geometridae.